# Melipona favosa
Melipona favosa là một loài Hymenoptera trong họ Apidae. Loài này được Fabricius mô tả khoa học năm 1798.